# Sōgen Katō
Compléments
Retrouvé momifié chez lui, 32 ans après sa mort,.
Sōgen Katō (加藤 宗現, Katō Sōgen), né le 22 juillet 1899 et mort vers novembre 1978, est un Japonais qui était considéré comme la personne la plus âgée de Tokyo jusqu'à la découverte de son corps momifié dans sa maison en juillet 2010. Il a été conclu qu'il était mort depuis novembre 1978 à 79 ans et sa famille n'a jamais signalé sa mort pour ne pas abandonner son record de longévité. Elle avait refusé les demandes des responsables de l'arrondissement de voir Katō pour la journée du respect pour les personnes âgées en prétendant qu'il était dans un état végétatif ou en train de devenir un sokushinbutsu. Les causes de sa mort n'ont pas pu être déterminées en raison de l'état de son cadavre.
La découverte du corps de Katō provoque le début d'une vague de recherche d'autres centenaires qui ne donnent plus de nouvelles en raison de la mauvaise tenue des dossiers par les fonctionnaires. Une étude réalisée révèle alors que la police ignore si les 234 354 personnes âgées de plus de cent ans sont encore vivantes. Les responsables ont admis que la mauvaise tenue des dossiers en était responsable. L'un des parents de Katō a été jugé coupable de fraude car sa famille avait continué à recevoir sa pension, ce qui constituait une somme cumulée de 9 500 000 yens (environ 100 000 euros).

## Histoire

### Découverte du corps

Illustration du domicile de Katō où a été retrouvé son corps momifié. (1) Endroit où était le cadavre ; (2) Journaux datant de 1978 ; (3) Téléphone à cadran rotatif ; (4) Entrée principale.

Malgré leur venue à l'adresse de Katō à Adachi, les fonctionnaires tentant de le rencontrer sont repoussés à plusieurs reprises par sa famille. Parmi les raisons données est qu'il se trouve maintenant dans un état végétatif, ou qu'il est en train de devenir un sokushinbutsu.
Le corps de Katō est finalement découvert par la police japonaise et les responsables de l'arrondissement en juillet 2010 lorsque ceux-ci décident d'honorer son record de longévité lors de la journée du respect pour les personnes âgées et sont de nouveau repoussés par la famille. La police est alors intervenue et a pénétré dans la maison,. Elle le découvre momifié dans une chambre du premier étage, couché sur le lit, en pyjama et recouvert d'une couverture,. Les journaux retrouvés près de lui datent de trois décennies en arrière, suggérant ainsi que la mort de Katō a eu lieu vers novembre 1978. Un fonctionnaire du nom de Yutaka Muroi affirme que « Sa famille savait qu'il était mort depuis toutes ces années et avait agi comme si rien ne s'était passé. C'est tellement étrange ».
Le lendemain de la découverte, la petite-fille de Katō déclare à l'une de ses connaissances que son « grand-père s'était isolé au premier étage de [leur] maison depuis 32 ans et qu'[ils] ne pouvaient pas ouvrir la porte de l'extérieur. [Sa] mère aurait dit de « le laisser là » et il a été laissé comme il était. [Elle] pensait qu'il était mort ». Un fonctionnaire signale qu'il y eut des inquiétudes au sujet de la sécurité de Katō plus tôt dans l'année à la mairie de l'arrondissement. L'autopsie du corps ne parvient pas à déterminer la cause de sa mort,.

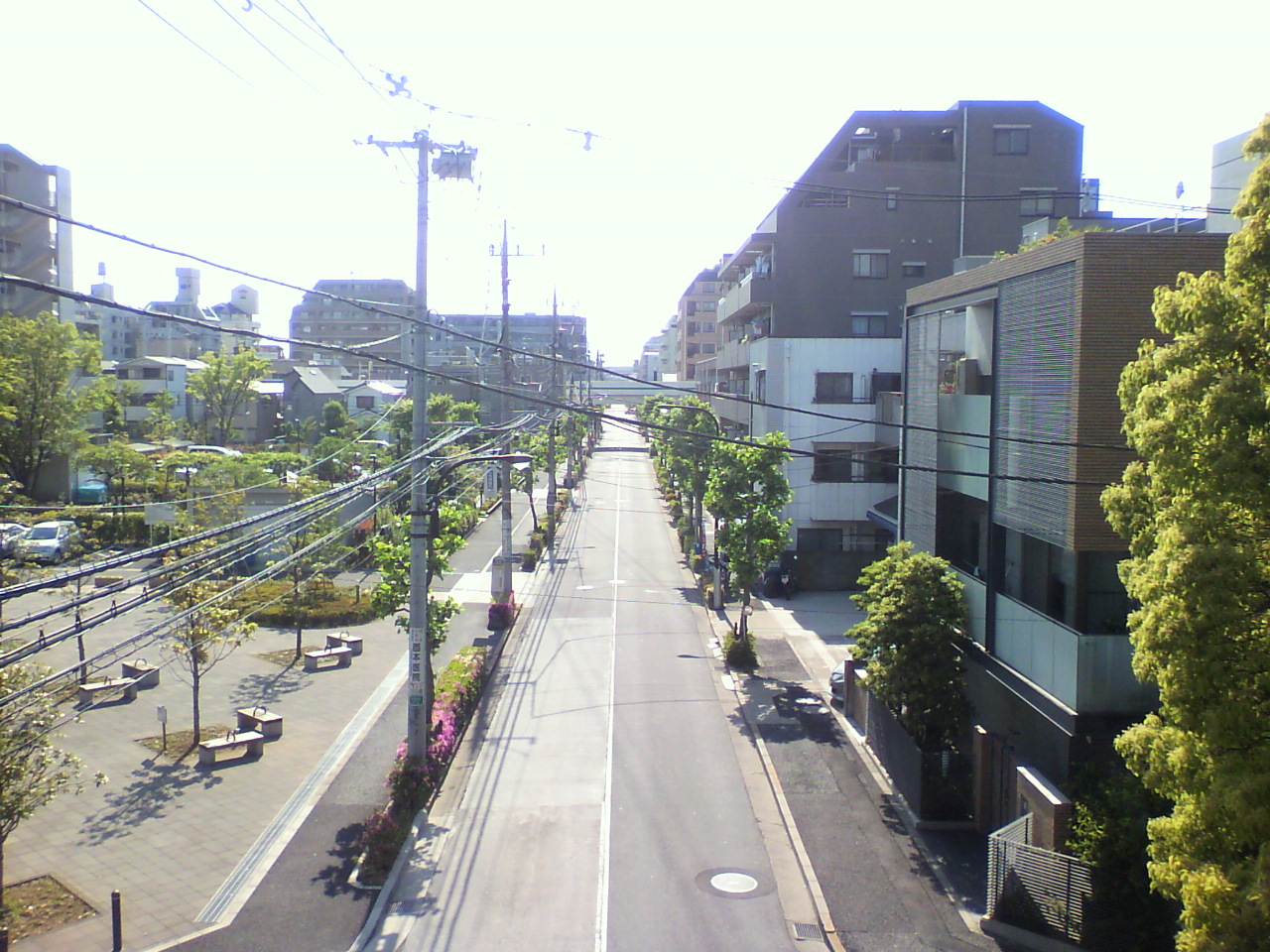
L'arrondissement d'Adachi où le corps de Katō est découvert.

### Procès pour fraude
Deux des parents de Katō sont arrêtés le mois suivant la découverte de son corps et accusés de fraude. La justice estime que Michiko Katō, 81 ans, la fille de Katō, et Tokimi Katō, 53 ans, sa petite-fille, ont frauduleusement reçu 9 500 000 yens (environ 100 000 euros) de pension au cours de toutes ces années,. De plus, après la mort de la femme de Katō en 2004 à l'âge de 101 ans, 9 450 000 yens de pension mutuelle ont été déposés sur le compte bancaire de Katō entre octobre 2004 et juin 2010. Environ 6 050 000 yens (environ 60 000 euros) ont été retirés avant la découverte de son corps. Katō avait probablement commencé à payer une prestation sociale de retraite vers ses 70 ans et la famille peut également l'avoir utilisé à son avantage. Les enquêteurs affirment que les deux personnes accusées ont fraudé à l'Association d'aide mutuelle des professeurs de l'école publique qui transférait l'argent sur le compte de Katō.
En novembre 2010, le tribunal du district de Tokyo condamne Tokimi Katō à une peine de deux ans et demi de prison pour fraude et quatre ans de sursis. Le juge Hajime Shimada déclare que « La défense a commis un crime malveillant pour le motif égoïste d'assurer des revenus à la famille. Cependant, elle a remboursé les prestations de retraite et exprimé des remords pour ce crime ».

## Conséquences de la découverte
Après la découverte du corps momifié de Katō, d'autres contrôles sont effectués auprès de personnes âgées dans tout le Japon et ont amené à la conclusion de rapports sur les centenaires qui ne donnent plus de nouvelles et de reprise de dossiers au contenu erroné. Lorsque les fonctionnaires de Tokyo tentent de rencontrer Fusa Furuya, la doyenne de la ville âgée de 113 ans, ils découvrent qu'elle n'habite plus à l'adresse indiquée. Sa petite-fille affirme ne pas l'avoir vue depuis des années. Les révélations de la disparition de Furuya et de la mort de Katō incitent à lancer une enquête nationale qui conclut que la police ignore si les 234 354 personnes âgées de plus de cent ans sont réellement encore vivantes. Plus de 77 000 de ces personnes, d'après les fonctionnaires, seraient âgées de plus de 120 ans si elles étaient encore en vie. La mauvaise tenue des dossiers est blâmée dans bon nombre des cas et les fonctionnaires déclarent que beaucoup seraient en fait morts durant la Seconde Guerre mondiale. Les registres indiquent même qu'un homme serait âgé de 186 ans en 2010.
Beaucoup de personnes disparues sont des hommes qui ont quitté leur ville natale pour chercher du travail dans les grandes villes du Japon pendant les années de boom économique du pays avant les années 1990. Beaucoup d'entre eux travaillaient obsessionnellement de longues heures et n'ont jamais construit de relations sociales dans leurs nouvelles villes d'accueil. D'autres ont trouvé moins de succès qu'ils ne l'auraient espéré. Honteux de cet échec, ils ne se sentaient pas capables de retourner chez eux.
Après les révélations sur Katō et Furuya, des analystes ont enquêté sur les raisons pour lesquelles la tenue de dossiers par les autorités japonaises était médiocre. Beaucoup de personnes âgées étaient éloignés de leur famille. Les statistiques montrent que le divorce est de plus en plus fréquent chez les personnes âgées. La démence, qui touche plus de deux millions de Japonais, est également un facteur contributif. Un article du journal canadien Globe and Mail rapportent que  « Beaucoup de personnes disparues sont des hommes qui ont quitté leur ville natale pour chercher du travail dans les grandes villes du Japon pendant les années de boom économique du pays avant les années 1990. Beaucoup d'entre eux travaillaient obsessionnellement de longues heures et n'ont jamais construit de relations sociales dans leurs nouvelles villes d'accueil. D'autres ont trouvé moins de succès qu'ils ne l'auraient espéré. Honteux de cet échec, ils ne se sentaient pas capables de retourner chez eux ».
Le Japon est le pays le plus âgé du monde. En octobre 2010, 23,1% de sa population est âgé de 65 ou plus, et 11,1% de plus de 75 ans. Cela est dû en grande partie à un taux de natalité particulièrement faible. En 2005, ce taux est de 1,25 enfant par femme alors que le nombre de 2,1 enfants est nécessaire pour que la population reste stable. Le problème de vieillissement au Japon est de plus aggravé par le refus du gouvernement de laisser entrer les immigrants dans le pays, les ressortissants étrangers ne représentent que 1,2% de la population totale en 2005. Un rapport gouvernemental de 2006 indique qu'en 2050, un tiers de la population sera constitué de personnes âgées.
L'enquête note également que de nombreux citoyens japonais âgés mouraient dans la solitude. La presse locale se fait l'écho de ces nouvelles comme le Japan Times qui note « Mourir seul, et deux mois après, tout ce qui reste est de la puanteur, un cadavre pourri et des asticots ». L'Asahi Shinbun déclare que ces conclusions révèlent de « profonds problèmes » du système des registres japonais : « Les familles qui sont censées être les plus proches de ces personnes âgées ne savent pas où elles se trouvent et, dans bien des cas, n'ont même pas pris la peine de demander à la police de les chercher », « La situation montre l'existence de personnes isolées qui n'ont pas de famille à qui s'adresser et dont les liens avec ceux qui les entourent ont été coupés »
Un médecin japonais affirme cependant ne pas être surpris par ces nouvelles. Le docteur Aiba Miyoji du centre médical gériatrique Koto de Tokyo déclare que de nombreuses personnes aînés mouraient seuls au Japon, ignorés par leurs familles : « Certains patients viennent avec leurs familles, mais beaucoup sont seuls ou viennent juste avec leur représentant des services sociaux », « Cela arrive surtout à Tokyo. Il y a de plus en plus de familles monoparentales ». Aiba ajoute que la raison principale de ces statistiques est que les gens vivent plus longtemps que jamais au Japon. Dans un article du Globe and Mail est écrit que « Cette évolution ajoute de nouveaux fardeaux sur une société où le nombre de Japonais en âge de travailler en diminution doit financer la hausse des coûts de soins de santé et des régimes de retraite ». Le docteur Aiba Miyoji pense que cela est dû à la densité particulièrement élevée à Tokyo : « Il n'y a plus assez d'espace pour que les familles vivent ensemble ».
Le recensement national japonais de 2005 révèle que 3,86 millions de personnes âgées vivaient seules, contre 2,2 millions une décennie auparavant. Une étude plus récente découvre que 24,4 % des hommes et 9,3 % des femmes de plus de 60 ans n'ont pas de voisins, d'amis ou de parents sur lesquels elles pourraient compter. En 2008, l'agence Associated Press écrit que le nombre de personnes âgées se suicidant avait atteint un niveau record en raison de problèmes de santé et d'économie. Un article du Globe and Mail signale que « Dans ce qui semble être un appel à l'aide collectif, plus de 30 000 personnes âgées japonaises sont arrêtées chaque année pour vol à l'étalage. Beaucoup de ceux qui ont été arrêtés disent à la police qu'ils avaient volé par sentiment d'ennui et d'isolement plutôt que par nécessité économique ». Jeff Kingston, le directeur de la faculté des études asiatiques de l'université Temple déclare que « C'est un phénomène humanisant - les Japonais sont traditionnellement considérés comme des gens sobres et respectueux de la loi - alors qu'ils sont en fait des escrocs comme les autres. [L'histoire des centenaires disparus] sert de miroir de la société et reflète des réalités que beaucoup au Japon ne veulent pas accepter ».